# Ко (коммуна)
Ко (фр. Cos) — коммуна во Франции, находится в регионе Юг — Пиренеи. Департамент коммуны — Арьеж. Входит в состав кантона Фуа-Рюраль. Округ коммуны — Фуа.
Код INSEE коммуны — 09099.

## Население
Население коммуны на 2008 год составляло 364 человека.
| 1962 | 1968 | 1975 | 1982 | 1990 | 1999 | 2008 |
| ---- | ---- | ---- | ---- | ---- | ---- | ---- |
| 138  | 124  | 146  | 215  | 236  | 258  | 364  |

## Экономика
В 2007 году среди 239 человек в трудоспособном возрасте (15—64 лет) 191 были экономически активными, 48 — неактивными (показатель активности — 79,9 %, в 1999 году было 72,7 %). Из 191 активных работали 184 человека (90 мужчин и 94 женщины), безработных было 7 (3 мужчины и 4 женщины). Среди 48 неактивных 15 человек были учениками или студентами, 21 — пенсионерами, 12 были неактивными по другим причинам.